# Денніс ван дер Гест
Денніс ван дер Гест  (нід. Dennis van der Geest, нар. 27 червня 1975, Гарлем, Нідерланди) — нідерландський дзюдоїст, олімпійський медаліст.
У 2005 році він став чемпіоном світу з дзюдо у відкритому дивізіоні серед чоловіків, перемігши у фіналі росіянина Тамерлана Тменова. У 2000 і 2002 роках став чемпіоном Європи у ваговій категорії понад 100 кг. На попередніх чемпіонатах світу він завоював три бронзи та одне срібло.

## Виступи на Олімпіадах
| Олімпіада   | Дисципліна             | Місце |
| ----------- | ---------------------- | ----- |
| Сідней 2000 | дзюдо, важка категорія | 9T    |
| Афіни 2004  | дзюдо, важка категорія | 3T    |
| Пекін 2008  | дзюдо, важка категорія | 21T   |